# Günther Burstyn
Günther Burstyn, avstrijski inženir, * 6. julij 1879, Aussee, † 15. april 1945, Korneuburg.
Leta 1911 je oblikoval prvi vseterenski tank s premikajočo kupolo.